# Курт Коффка
Курт Коффка (нім. Kurt Koffka; 18 березня 1886 , Берлін — 22 листопада 1941, Нортгемптон) — німецько-американський психолог. Разом з Максом Вертгеймером і Вольфгангом Келером вважається одним із засновників гештальтпсихології. У той же час був близький до радянських дослідників кола Виготського, з якими був знайомий особисто і брав участь у спільних дослідницьких проектах. Неодноразово публікувався у 1920-1930-х роках російською мовою.

## Біографія
Навчався в Берлінському університеті у Карла Штумпфа, в 1909 році отримав ступінь доктора філософії. Також протягом 1 року навчався в Едингбургському університеті в Шотландії. Після закінчення навчання працював у Франкфуртському університеті, в 1911 році став приват-доцентом в університеті міста Гисен, де разом з Келером брав участь в експериментах Вертгеймера, присвячених вивченню сприйняття руху. У 1918 році — професор університету, пропрацював у ньому до 1924 року. Разом з Вертгеймером і Келером в 1921 році заснував журнал «Psychologische Forschung» (Психологічне дослідження).
З 1924 року працював у різних американських університетах, був професором Корнеллського, Чиказького і Вісконсинського університетів. У 1927 році зайняв посаду професора коледжу Сміта в Нортгемптоні . У 1932 році (навесні-влітку) взяв участь у Середньоазіатській експедиції А. Р. Лурії. З 1939 року — професор Оксфордського університету.
У роботі «Основи психічного розвитку» (1921) застосував методи гештальтпсихології для дослідження психічного розвитку дитини. Головна праця Коффки — "Принципи гештальтпсихології " (1935).